# Tudiclinae
Tudiclinae is een onderfamilie van weekdieren uit de klasse van de Gastropoda (slakken).

## Geslacht
- Tudicla Röding, 1798